# Prima Divisione Sicilia 1951-1952
La Prima Divisione fu il massimo campionato regionale di calcio disputato in Sicilia nella stagione 1951-1952.
Avendo deciso la FIGC col Lodo Barassi una radicale riforma dei campionati minori per la stagione successiva, questa edizione si differenziò dalle precedenti in quanto non mise in palio posti per il campionato interregionale, ma fu finalizzata a qualificare le società partecipanti: le migliori avrebbero avuto accesso al nuovo Campionato Regionale (detto di Promozione), mentre le altre squadre non ammesse sarebbero rimaste iscritte al declassato campionato di Prima Divisione.
Per quanto riguarda la Sicilia, fu garantito l'accesso al nuovo campionato regionale alle prime quattro classificate. Il caso siciliano era infatti unico nel panorama nazionale, dato che l'isola era l'unica regione ad avere le sue rappresentanti nella sovrastante Lega Interregionale raggruppate in un girone unico ad esse esclusivamente riservato: ciò rendeva matematica e certa la discesa di 12 club, sempre tuttavia fatta salva la facoltà riconosciuta a Barassi di aggiustare posteriormente l'organico di IV Serie, cosa che peraltro puntualmente avvenne liberando un quinto posto. Fu infine il fallimento dell'Agrigento ad aprire le porte del ripescaggio anche al Caltagirone.

## Composizione

### Squadre partecipanti
| Club                  | Città                     | Stagione precedente           |
| --------------------- | ------------------------- | ----------------------------- |
| U.S. Adrano           | Adrano (CT)               | 3º in Prima Divisione         |
| S.S. Belpasso         | Belpasso (CT)             | 1º in Seconda Divisione gir.B |
| A.S. Caltagirone      | Caltagirone (CT)          | 16º in Promozione gir.O       |
| A.S. Canicattini      | Canicattini Bagni (SR)    | 8º in Prima Divisione         |
| S.S. Ibla             | Paternò (CT)              | 6º in Prima Divisione         |
| S.S. La Goliardica    | Carlentini (SR)           | 11º in Prima Divisione        |
| S.S. Leonzio          | Lentini (SR)              | 1º in Seconda Divisione gir.A |
| Pol. Plutia           | Piazza Armerina (EN)      | 7º in Prima Divisione         |
| U.S. Ragusa           | Ragusa                    | 5º in Prima Divisione         |
| S.P. Sancataldese     | San Cataldo (CL)          | 14º in Prima Divisione        |
| S.S. Scicli           | Scicli (RG)               | 1º in Seconda Divisione gir.D |
| C.S. Stefano La Motta | Nicosia (EN)              | 12º in Prima Divisione        |
| A.C. Valguarnera      | Valguarnera Caropepe (EN) | 1º in Seconda Divisione gir.F |
| U.S. Vittoria         | Vittoria (RG)             | 2º in Seconda Divisione gir.D |

|  | Pos. | Squadra            | Pt | G  | V  | N | P  | GF | GS  | DR   |
|  | ---- | ------------------ | -- | -- | -- | - | -- | -- | --- | ---- |
|  | 1.   | Ragusa             | 42 | 26 | 18 | 6 | 2  | 55 | 29  | +26  |
|  | 2.   | Scicli             | 40 | 26 | 18 | 4 | 4  | 64 | 18  | +46  |
|  | 2.   | Plutia             | 40 | 26 | 18 | 4 | 4  | 64 | 25  | +39  |
|  | 4.   | Stefano La Motta   | 36 | 26 | 14 | 8 | 4  | 57 | 24  | +33  |
|  | 5.   | Adrano             | 31 | 26 | 14 | 3 | 9  | 70 | 33  | +37  |
|  | 6.   | Caltagirone        | 28 | 26 | 11 | 6 | 9  | 52 | 37  | +15  |
|  | 7.   | Canicattini Bagni  | 27 | 26 | 12 | 3 | 11 | 41 | 31  | +10  |
|  | 7.   | Leonzio            | 27 | 26 | 11 | 5 | 10 | 55 | 52  | +3   |
|  | 9.   | Vittoria           | 26 | 26 | 9  | 8 | 9  | 23 | 22  | +1   |
|  | 10.  | Sancataldese       | 24 | 26 | 11 | 2 | 13 | 40 | 42  | -2   |
|  | 11.  | Ibla Paternò (-1)  | 16 | 26 | 7  | 3 | 16 | 34 | 48  | -14  |
|  | 12.  | La Goliardica (-1) | 15 | 26 | 7  | 2 | 17 | 31 | 66  | -35  |
|  | 13.  | Valguarnera (-1)   | 8  | 26 | 3  | 3 | 20 | 20 | 75  | -55  |
|  | 14.  | Belpasso (-1)      | 0  | 26 | 0  | 1 | 25 | 13 | 117 | -104 |

Legenda:

      Vincitore del platonico titolo regionale.
  Ammesso alla nuova Promozione Regionale.
Regolamento:
Due punti a vittoria, uno a pareggio, zero a sconfitta.
Pari merito in caso di pari punti.
Note:
Ibla Paternò, La Goliarda, Valguarnera e Belpasso hanno scontato 1 punto di penalizzazione in classifica per una rinuncia.